# Северин Відт
Северин Відт (пол. Seweryn Widt; 1862, Самбір, Львівська область — 14 березня 1912, Давос, Швейцарія) — польський інженер-геодезист (1890), професор (1894).

## Біографія
Закінчив гімназію у Самборі і інженерний факультет Вищої політехнічної школи (ВПШ) у Львові (1880—1885). Племінник і учень професора Домініка Зброжека (*1832-†1889). У 1885—1887 рр. — асистент кафедри геодезії і сферичної астрономії ВПШ. Як асистент одержав стипендію ім. Франца Йозефа І для вдосконалення знань за кордоном. Відтак навчався у Віденському і Берлінському університетах, в політехніках у Шарлотенбурзі (нині у складі Берліна) і Ганновері, одночасно працював в Німецькій військово-морській астрономічній обсерваторії у Гамбурзі, першому у світі Астрофізичному інституті в Потсдамі (Німеччина), в Центральному метеорологічному бюро Франції, фр. Le Bureau central météorologique de France (нині Метео-Франс) і Національній школі мостів і шляхів у Парижі (Франція).
Після повернення з 1888 р. — асистент кафедри геодезії і сферичної астрономії ВПШ. Одночасно професор Державної промислової школи (1889—1894), заступник професора кафедри геодезії і сферичної астрономії ВПШ (1891—1893) і доцент Крайової школи лісового господарства (1893—1903) у Львові. З 1893 р. — завідувач кафедри геодезії і сферичної астрономії (з 28 грудня 1894 р. — кафедри геодезії) ВПШ у Львові. Обирався деканом (1898/99 — 1900/01 навч. роки) і продеканом (1901/02 — 1902/03 навч. роки) факультету будівництва доріг, продеканом факультету інженерії шляхів, колій і мостів (1908/09 — 1911/12 навч. роки), ректором (1905/06 навч. рік) і проректором (1906/07 навч. рік) ВПШ. Добивався, щоб відкриті у 1896 р. дворічні курси геометрів стали трирічними і розробив для цього програму навчання, а також, щоб Музей геодезії став інститутом.

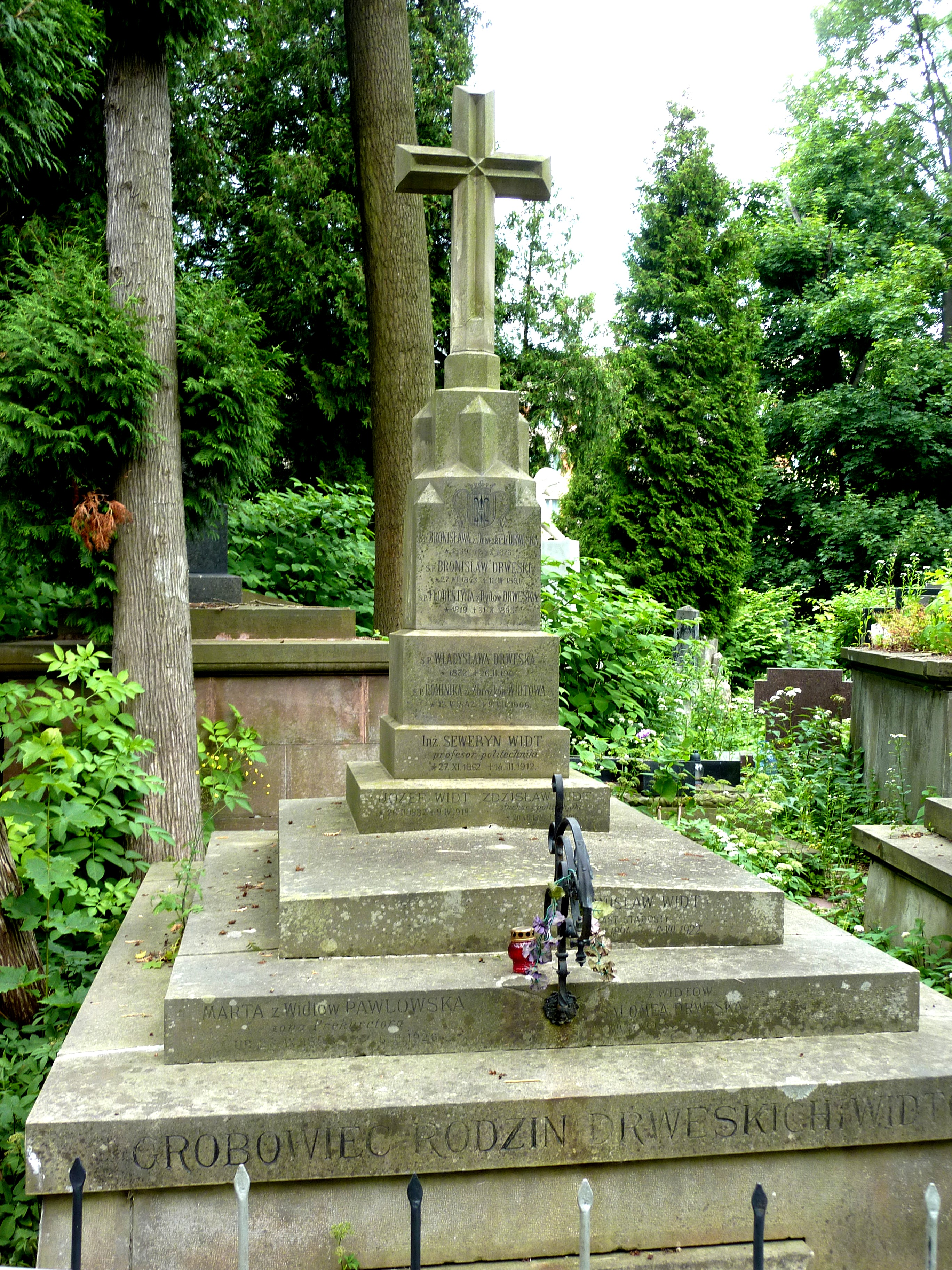
Надгробок професора Львівської політехніки інж. Северина Відта на Личаківському цвинтарі у Львові

Був чудовим лектором, тому його лекції були дуже популярні серед студентів і спричинилися до популяризації геодезії і кадастру серед громадськості. Серед його учнів відомі львівські професори — геодезисти Каспар Вайґель (*1880-†1941) і Владислав Войтан (*1876-†1936) та інженер — геодезист, генерал броні Війська Польського і політик Владислав Сікорський (*1822-†1943).
Брав участь у створенні першої нівелірної мережі Львова (1880—1888) під керівництвом проф. Д. Зброжека, згодом керував роботами по топографічному зніманню міст Тернополя і Дрогобича та створенню нівелірних мереж у містах Самбір і Перемишль.
Автор та співавтор наукових праць і підручників з геодезії, кадастру, метеорології та астрономії німецькою і польською мовою. Деякі залишилися тільки в рукописі.
Член Політехнічного товариства у Львові (з 1886 р.), Галицької інженерної палати, Комісії мір і ваг у Відні, голова Наглядової ради Будівельного банку та член Наглядової ради Залічкового банку у Львові тощо.
Помер 14 березня 1912 р. у Давосі (Швейцарія). Похований на Личаківському цвинтарі у Львові (поле 1а).

## Праці
- WIDT S. Miernictwo. — Cz. I—IV. — Lwów, 1899.
- WIDT S. Z dziejów astrofizyki. — Lwów, 1889.
- WIDT S.,TOBICZYK, J. Wyklady katastru i ustaw mierniczych. — Lwów, 1909.
- LÁSKA W., WIDT S. Miernictwo. — Część I. Teorya błędów i rachunek wyrównaczy. — Lwow: Związkowa drukarnia we Lwowie, 1903. — 98 s., tab., il. v textu.
- LÁSKA W., WIDT S. Miernictwo. — Część II. Teodolit i jego zastosowanie do zdjęc poligonowych z uwzględnieniem instrukcji katastralnej z 1887 r. — Lwów, 1903.
- LÁSKA W., WIDT, S. Miernictwo. — Lwów, 1906.